# Rubik’s Magic

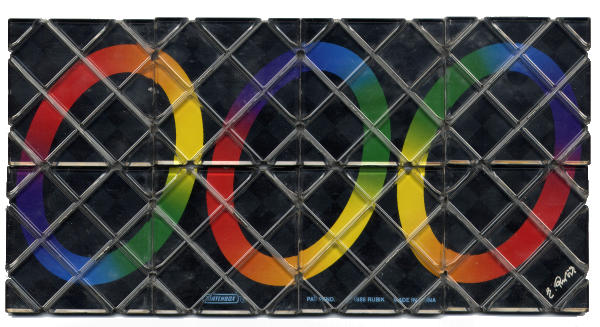
Rubik’s Magic in Grundstellung, die Form heißt auch Tafel (Vorderseite)

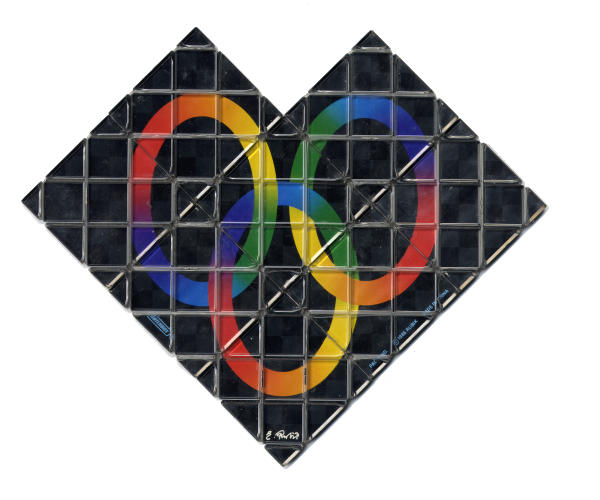
Die offizielle Lösung (Rückseite):Rubik’s Magic in der Herzform

Rubik’s Magic ist ein mechanisches Knobelspiel, das ebenso wie der Zauberwürfel vom Ungarn Ernő Rubik erfunden wurde. Das Spiel erfreute sich Mitte der 1980er Jahre infolge des Zauberwürfel-Booms großer Beliebtheit. Es wird häufig als dessen Nachfolger angesehen, obwohl es sich als Puzzle deutlich vom Zauberwürfel unterscheidet.

## Beschreibung und Ziel
Rubik’s Magic ist ein dreidimensionales Geduldsspiel für einen Spieler. Es besteht aus acht quadratischen Kunststoff-Platten, die mit Nylon-Schnüren in Art der Jakobsleiter miteinander verbunden sind. Auf den Platten sind beidseitig Ringmuster aufgedruckt, die Schnüre liegen in den diagonal verlaufenden Rillen. Durch Umklapp-Bewegungen ändern sich die Verbindungen der Segmente, weshalb das Rubik’s Magic viele verschiedene Formen annehmen kann. Das augenscheinliche Ziel des Spiels ist es, das Muster aus drei nebeneinander liegenden Ringen, das man in der rechteckigen Grundstellung auf der Vorderseite sieht, in eins mit drei ineinander verschlungenen Ringen auf der Rückseite umzuwandeln, bei dem die Platten eine sechseckige Herzform bilden. Die ersten Ausgaben ab 1986 haben einen schwarzen Hintergrund und regenbogenfarbene Ringe. Ausgaben ab Mitte der 1990er Jahre haben goldene Ringe auf rotem Hintergrund.

## Konstruktion
Die diagonale Schnürung in Art einer Jakobsleiter erlaubt keine Umordnung der Segmente. Jede Platte ist unlösbar mit genau zwei Nachbarn verbunden, auch deren Orientierung zueinander ändert sich nicht. Das heißt: klappt man zwei Nachbarn zusammen, liegen stets die gleichen Kanten aufeinander. Führt man die Klappbewegung langsam aus, so merkt man, wie sich die Spannung der Nylonfäden ändert und man es in rechtwinkliger Richtung wieder öffnen kann. Die Quadrate sind dann längs einer anderen Kante verbunden, die Bewegung lässt sie umeinander rotieren.

## Verschiedene Formen und Anordnungen
Neben den Grundformen wie Tafel und Herz kann das Rubik’s Magic über 60 weitere, meist dreidimensionale Formen annehmen, die sich durch mehr oder weniger Symmetrie auszeichnen oder Assoziationen zu anderen Gegenständen wecken wie Stern, Fisch, Pult, Kabine oder Würfel. Diese Formenvielfalt macht den eigentlichen Spielreiz aus und ermöglicht einen kreativen Umgang mit dem Puzzle. Die Platten sind an den Kanten so geformt, dass sie sich bevorzugt in 90°- oder 180°- Winkeln anordnen und in solche Stellungen sozusagen einrasten. In der beiliegenden Spielanleitung und ergänzenden Büchern werden verschiedene Formen schematisch angegeben, die der Spieler nachbilden kann. Somit lässt sich keine genaue Anzahl aller möglichen Formen angeben, doch zum Beispiel sind alle flachen Möglichkeiten bekannt.
Dennoch ist die Größenordnung der tatsächlich unterschiedlichen Formen, die das Rubik’s Magic annehmen kann, sowie die Anzahl der verschiedenen Platten-Anordnungen, die es für eine bestimmte Form gibt, um einige Zehnerpotenzen geringer als beispielsweise die Anzahl möglicher Stellungen des Zauberwürfels. Zudem hat das Muster mit den drei freien Ringen in der Grundstellung nichts mit dem verschlungenen in der Herzform zu tun: Das eine ist auf der Vorder-, das andere auf der Rückseite der Segmente angebracht, und die Segmente können ihre Parität zueinander nicht verändern – Vorder- und Rückseite können also nicht miteinander vermischt werden.

### Tafel,KetteundHerz
Klappt man die zweidimensionale 4x2-Anordnung, die auch Tafel genannt wird, längs der langen Mittelkante zusammen, so lässt sich das Rubik’s Magic zu einer dreidimensionalen ringförmigen Anordnung öffnen, der sogenannten Kette. Dabei ist jede Platte mit ihren beiden Nachbarn an gegenüberliegenden Kanten verbunden. Betrachtet man ein Quadrat, so kann ein Nachbar an einer der vier Kanten liegen, seine Orientierung ist festgelegt und damit auch schon die ganze Kette. Außerdem kann bei jeder Kette Innen- und Außenseite unterschieden werden, damit gibt es {\displaystyle 2\cdot 2\cdot 2=8} verschiedene Ketten. Jede Kette lässt sich auf vier verschiedene Weisen zu einer Tafel aufklappen, also gibt es {\displaystyle 32} verschiedene Tafeln. Nur bei einer von ihnen stimmt das Ringmuster auf einer Seite, das ist die Grundstellung. Um auf kürzestem Weg von der Tafel zum Herz zu gelangen, ist eine Folge von sechs Klappbewegungen nötig, die an jeder Tafel auf zwei verschiedene Weisen ausgeführt werden kann. Damit ergeben sich {\displaystyle 2\cdot 32=64} verschiedene Anordnungen für die Herzform; eine von ihnen ist die Zielstellung.

## Varianten
- Neben der Standard-Variante mit acht Flächen existiert eine Variante mit zwölf Flächen (Rubik’s Master Magic).
- Gleichzeitig erschien ein strategisches Zweipersonenspiel unter diesem Namen, bei dem die Spieler durch abwechselndes Setzen, ähnlich dem Spiel Gobang, mit 16 Plättchen durch Umdrehen eine Reihe legen müssen.